# Commission africaine de l'aviation civile
La Commission africaine de l'aviation civile (CAFAC) est une agence de l'Union africaine dont le siège est à Dakar. Son objectif est de promouvoir un développement sûr, sécurisé et harmonieux de l'aviation civile en Afrique. 
La CAFAC a été fondée en tant qu'institution spécialisée de l'Organisation de l'unité africaine le 17 janvier 1969. Elle coopère avec l'Organisation de l'aviation civile internationale pour la promotion de l'application des normes et pratiques recommandées par cette dernière. 